# أندرياس بلوخ
أندرياس بلوخ (بالنرويجية: Andreas Bloch) (و. 1860 – 1917 م) هو رسام، ورسام توضيحي نرويجي، ولد في سكيدسمو، توفي عن عمر يناهز 57 عاماً.

## معرض صور

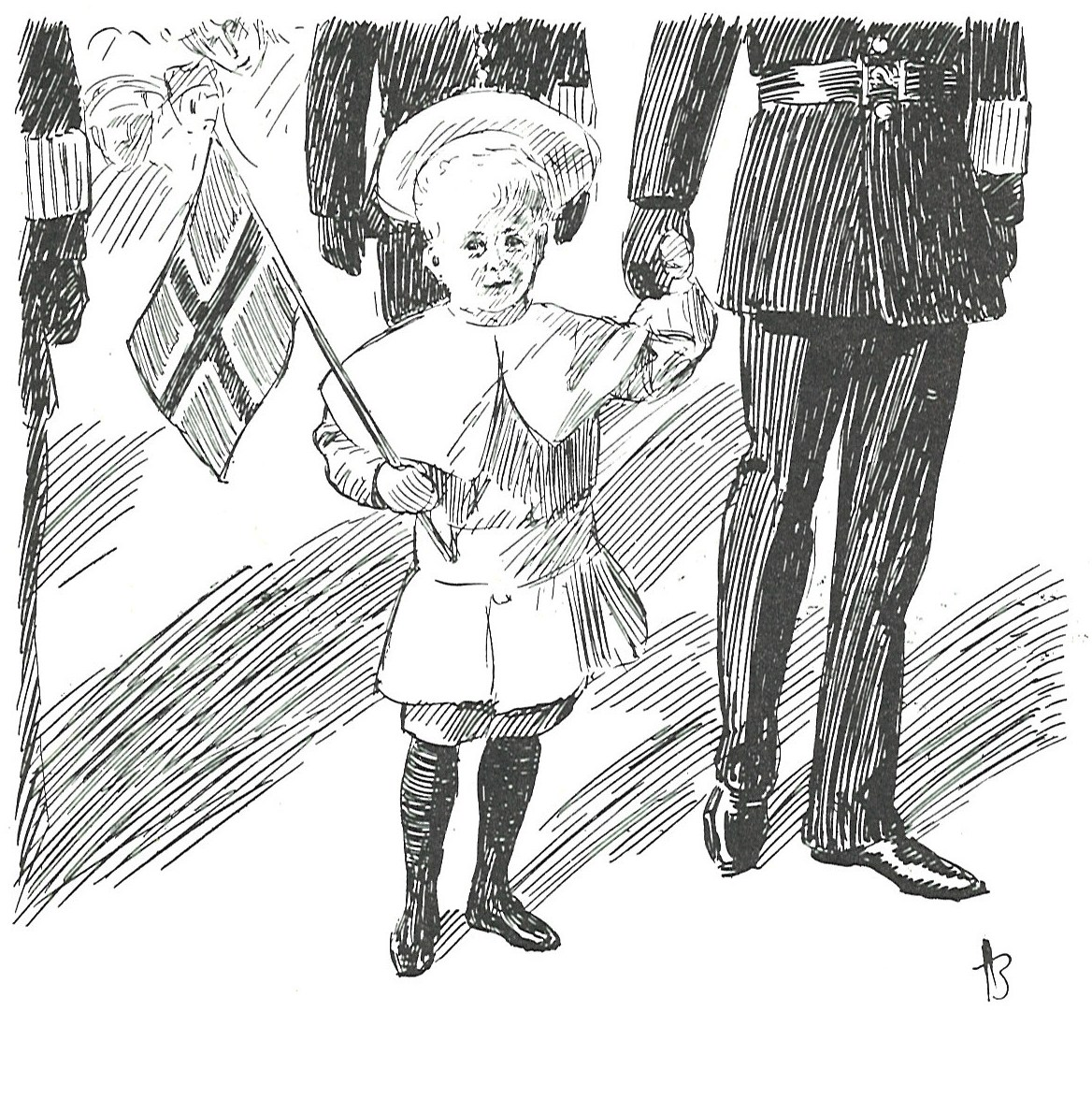
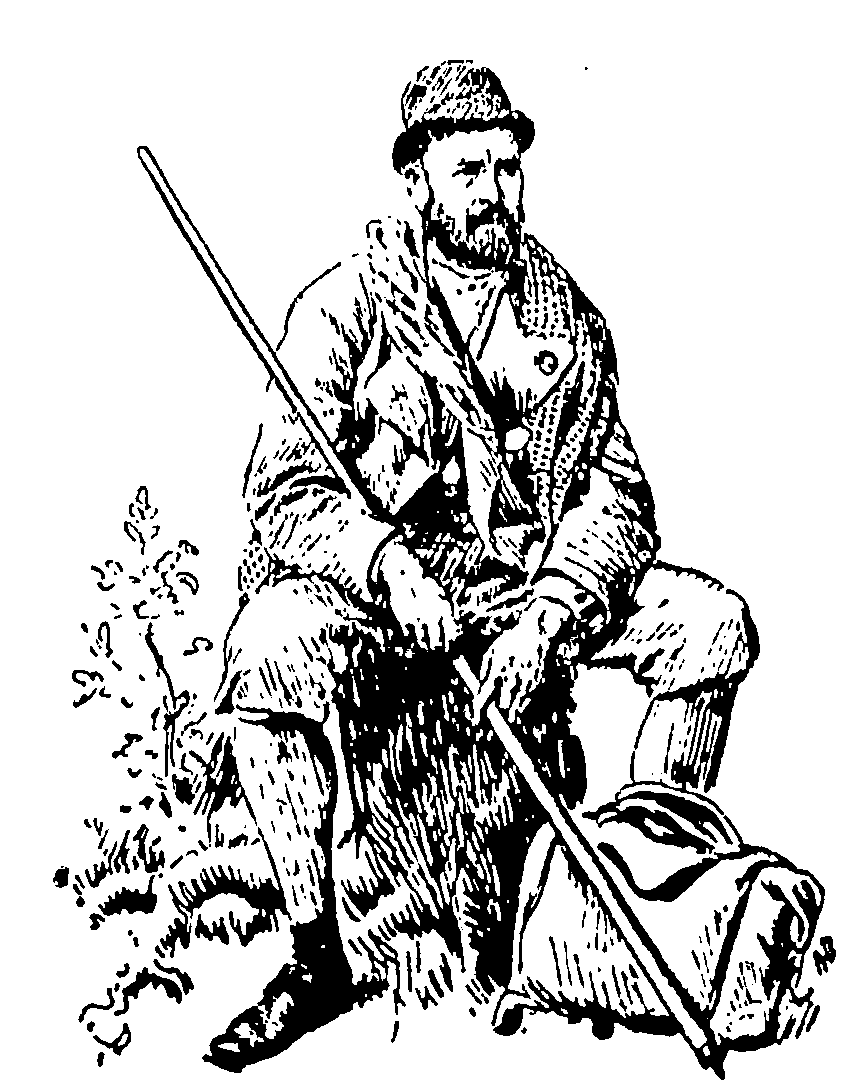
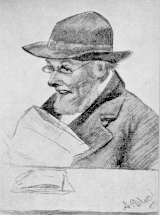
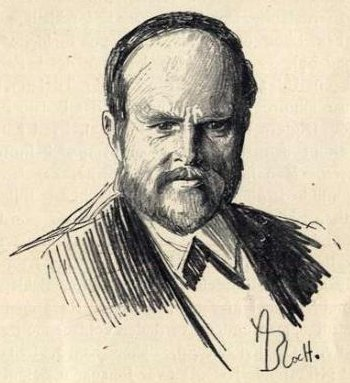

## التعليم
تعلم في Kunstakademie Düsseldorf ‏.